# Карловачка гимназија
Карловачка гимназија, основана као Гимназија у Срба (званично Илирска гимназија), најстарија је српска гимназија, почела је са радом 1791. године, у Сремским Карловцима.
Главни иницијатори и финансијери су били митрополит Стеван Стратимировић и трговац Димитрије Анастасијевић Сабов, који је издвојио замашну суму новца (20.000 форинти) за изградњу школе.

## Историја
Гимназија је почела са радом 1. новембра 1791. године и имала је шест разреда, четири нижа („граматика“), и два виша („хуманиора“). Наставни језик је био латински, а учили су се немачки, историја, земљопис, природне науке, антропологија, римске старине, физика, логика и моралка. Касније је уведен и грчки језик. 1852. године додати су седми и осми разред („философија”).
Први директор је био Јохан (Јован) Грос, Словак који је докторирао у Јени, а следећи Андреј Волни, такође Словак. Следећи директор био је Георгије Карло Руми, а од 1821. године Павле Магда.
Данашња зграда је саграђена 1891. године по пројекту Јулијуса Партоша, мађарског архитекте. Када је саграђена, уједно је била и Патријаршијски двор и сматрана је најрепрезентативнијом српском грађевином у Војводини.
Школа има веома вредну библиотеку за историју Срба у Мађарској. Данас је у овој згради филолошка гимназија.
У склопу гимназије налази се Волнијев хербаријум с краја 18. века, најстарија хербарска збирка на Балкану.

## Смерови
У школи постоје три смера, а то су класични језици, савремени језици и специјализован смер за историју и географију. Класични језици у току четири године изучавају латински и старогрчки као главне језике, али похађајући и наставу енглеског, као трећег и обавезног језика. Савремени језици пружају читав низ језика од којих се ученици опредељују за два и по жељи могу да уче друге језике факултативно (арапски, грчки, старословенски, француски, руски, итд.). Трећи и обавезни им је латински језик. Ученици на смеру за историју и географију уче ова два предмета на напредном нивоу уз учење енглеског као првог страног језика, за други страни језик ученици бирају онај који су учили у основној школи, док латински уче у првој и другој години. Током све четири године школовања сваки ученик гимназије мора да учи енглески.

## Књижевна олимпијада
Карловачка гимназија је прва српска гимназија. Стога је Министарство просвете, науке и технолошког развоја Републике Србије у сарадњи са Друштвом за српски језик и књижевност Србије 11. и 12. маја 2013. баш у њој организовало републичко такмичење Књижевна олимпијада за ученике седмог и осмог разреда основних школа и гимназија из државе. Ученици треће и четврте године средњих школа који су освојили једно од прва три места ослобођени су полагања испита из ове области приликом уписа на Филолошки факултет Универзитета у Београду и признаје им се да су постигли максималан број бодова.

## Бивши ђаци
- Сима Милутиновић Сарајлија
- Димитрије Давидовић
- Георгије Магарашевић
- Милован Видаковић
- Георгије Магарашевић
- Бранко Радичевић
- Јован Стерија Поповић
- Јосиф Рајачић
- Стеван Шупљикац
- Јован Суботић
- Димитрије Руварац
- Иларион Руварац
- Јован Живановић
- Манојло Грбић
- Васа Стајић
- Миодраг Грбић
- Слободан Бајић Паја
- Борислав Михајловић Михиз
- Вида Огњеновић
- Дејан Медаковић
- Стјепан Седер
- Ото Хорват
- Горан Шушљик
- Слободан Тркуља
- Ничке 3000[7][8]
- Кумела[7][8]

## Комбинације језика
- енглески — немачки
- енглески — француски
- енглески — руски
- руски — енглески
- немачки — енглески
- шпански — енглески
- италијански — енглески
- кинески — енглески
- норвешки — енглески
- јапански — енглески
- старогрчки — латински — енглески

## Галерија
- Карловачка гимназија
- Башта Карловачке гимназије
- Карловачка гимназија
- Карловачка гимназија

- Унутрашњост Гимназије
- Карловачка гимназија
- Свечана сала
- Унутрашњост Гимназије
- Зграда српске православне велике гимназије

- Библиотека
- Библиотека
- Вредне књиге које се чувају у Библиотеци гимназије
- Библиотека Карловачке гимназије
- Библиотека
- Библиотека Карловачке гимназије
- Библиотека Карловачке гимназије